# Año Internacional de la Energía Sostenible para Todos

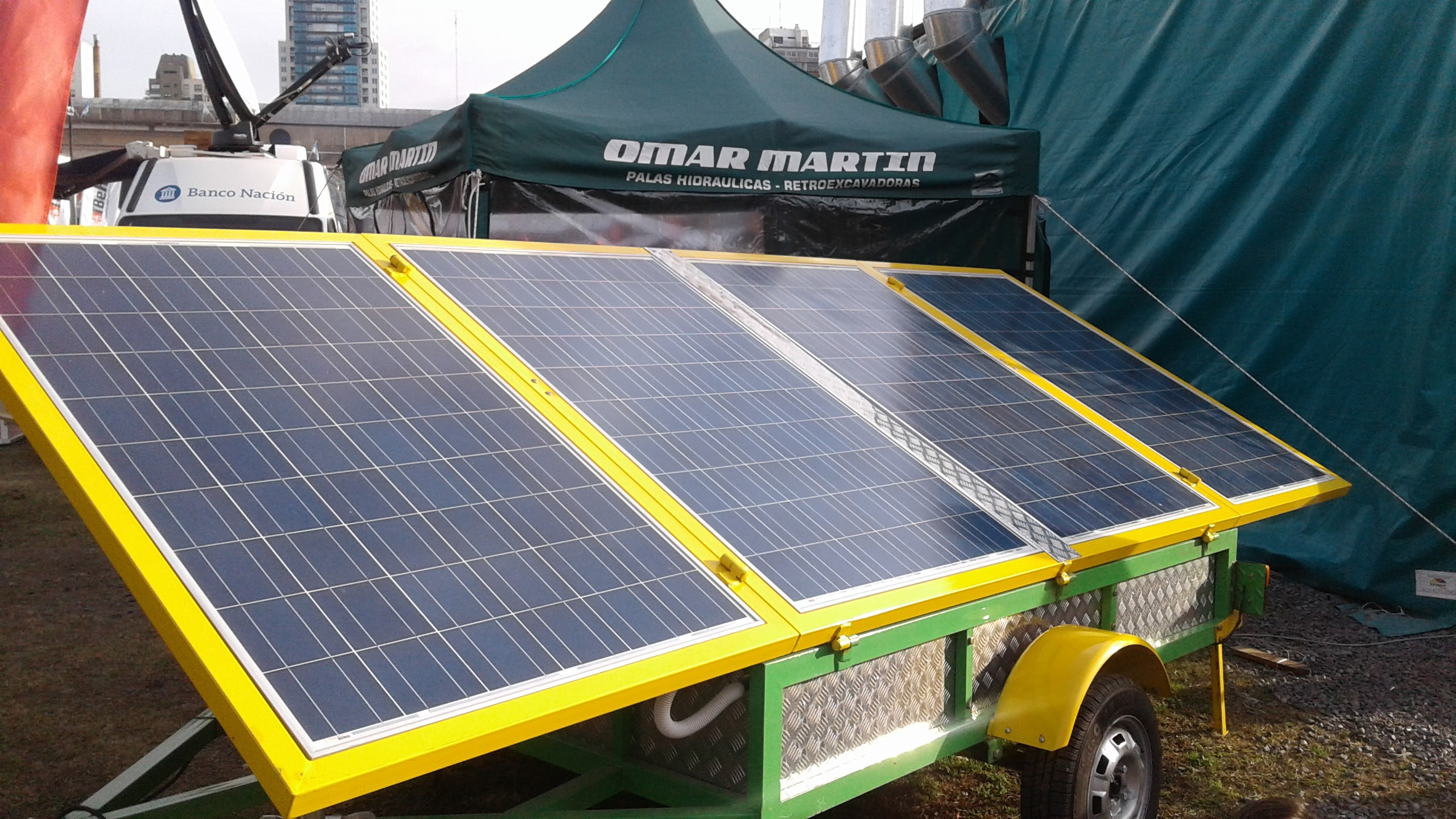
Panel Solar en la exposición La Rural

El año 2012 fue proclamado como el Año Internacional de la Energía Sostenible para Todos mediante la resolución de la Asamblea General de las Naciones Unidas, adoptada el 20 de diciembre de 2010. La iniciativa surgió como una respuesta a la necesidad urgente de abordar los desafíos energéticos globales que afectan especialmente a los países en desarrollo. Este año se dedicó a promover el acceso universal a servicios energéticos modernos, fomentar la eficiencia energética y aumentar el uso de fuentes renovables. La declaración subrayó la relevancia de la energía para alcanzar los Objetivos de Desarrollo del Milenio (ODM) y otros compromisos internacionales de desarrollo sostenible.

## Actividades y alcance
Durante el Año Internacional, se llevaron a cabo múltiples esfuerzos para coordinar políticas nacionales que integraran tecnologías de bajas emisiones y fuentes renovables, fomentando los marcos regulatorios necesarios para la transición energética. A nivel global, se promovieron iniciativas dirigidas a garantizar el acceso a energía moderna para las poblaciones más vulnerables, reducir la dependencia de fuentes contaminantes y fomentar la innovación tecnológica en el sector energético.
El Secretario General de las Naciones Unidas, Ban Ki-moon, lideró la iniciativa Energía Sostenible para Todos, que buscaba comprometer a gobiernos, empresas y sociedad civil en tres objetivos clave para 2030: garantizar el acceso universal a servicios energéticos modernos, reducir la intensidad energética global en un 40% e incrementar el uso de fuentes renovables al 30%. Esta iniciativa también facilitó redes de cooperación internacional, facilitando el intercambio de tecnologías avanzadas y recursos financieros entre países, especialmente en regiones como África, Asia y América Latina.
El impacto del Año Internacional trascendió su tiempo de conmemoración, ya que contribuyó al diálogo global sobre el vínculo entre energía y desarrollo sostenible. También contribuyó a que el acceso a energía sostenible se incluyera como un objetivo clave en la Agenda 2030 para el Desarrollo Sostenible bajo el ODS 7: "Garantizar el acceso a una energía asequible, fiable, sostenible y moderna para todos". Estas acciones fomentaron el desarrollo de infraestructuras energéticas sostenibles y la consolidación de mercados energéticos regionales en países en desarrollo.